# Erik Tomáš
Erik Tomáš (* 15. června 1975 Humenné) je slovenský politik a moderátor, od října 2023 ministr práce, sociálních věcí a rodiny SR ve čtvrté vládě Roberta Fica.

## Život
V roce 1998 ukončil studium biologie a geografie na Přírodovědecké fakultě Univerzity Komenského v Bratislavě. Do roku 2006 působil jako redaktor a moderátor v Rádiu Regina a v TV Markíza. V letech 2006 až 2010 vedl odbor komunikace na ministerstvu vnitra SR, působil tedy jako mluvčí tehdejšího ministra vnitra Roberta Kaliňáka. Potom byl do roku 2012 ředitelem tiskového odboru a mluvčím strany SMER-SD. V letech 2012 až 2016 působil jako ředitel tiskového a informačního odboru Úřadu vlády SR.
V parlamentních volbách v roce 2016 byl zvolen poslancem Národní rady SR za SMER-SD. V březnu 2016 nastoupil do funkce státního tajemníka na ministerstvu školství, vědy, výzkumu a sportu. V srpnu toho roku rezignoval, potom se stal mediálním poradcem tehdejšího premiéra Roberta Fica.
V roce 2018 vstoupil do strany SMER-SD. V parlamentních volbách v roce 2020 obhájil svůj poslanecký mandát na další období. V červnu toho roku vystoupil spolu se skupinou příznivců Petera Pellegriniho ze strany SMER-SD a vstoupil do jeho nové strany HLAS-SD, za kterou byl v parlamentních volbách v roce 2023 opět zvolen do parlamentu.
V říjnu 2023 se stal ministrem práce, sociálních věcí a rodiny ve čtvrté vládě Roberta Fica.